# Obidosus laevis
Protimesius laevis is een hooiwagen uit de familie Stygnidae. De originele naamcombinatie (protoniem) was Ideostygnus lævis Sørensen, 1932. Een volgende naamrecombinatie werd gepubliceerd als Protimesius laevis (Sørensen, 1932), maar vervolgens gewijzigd.